# Świątynia Apollina w Didymie

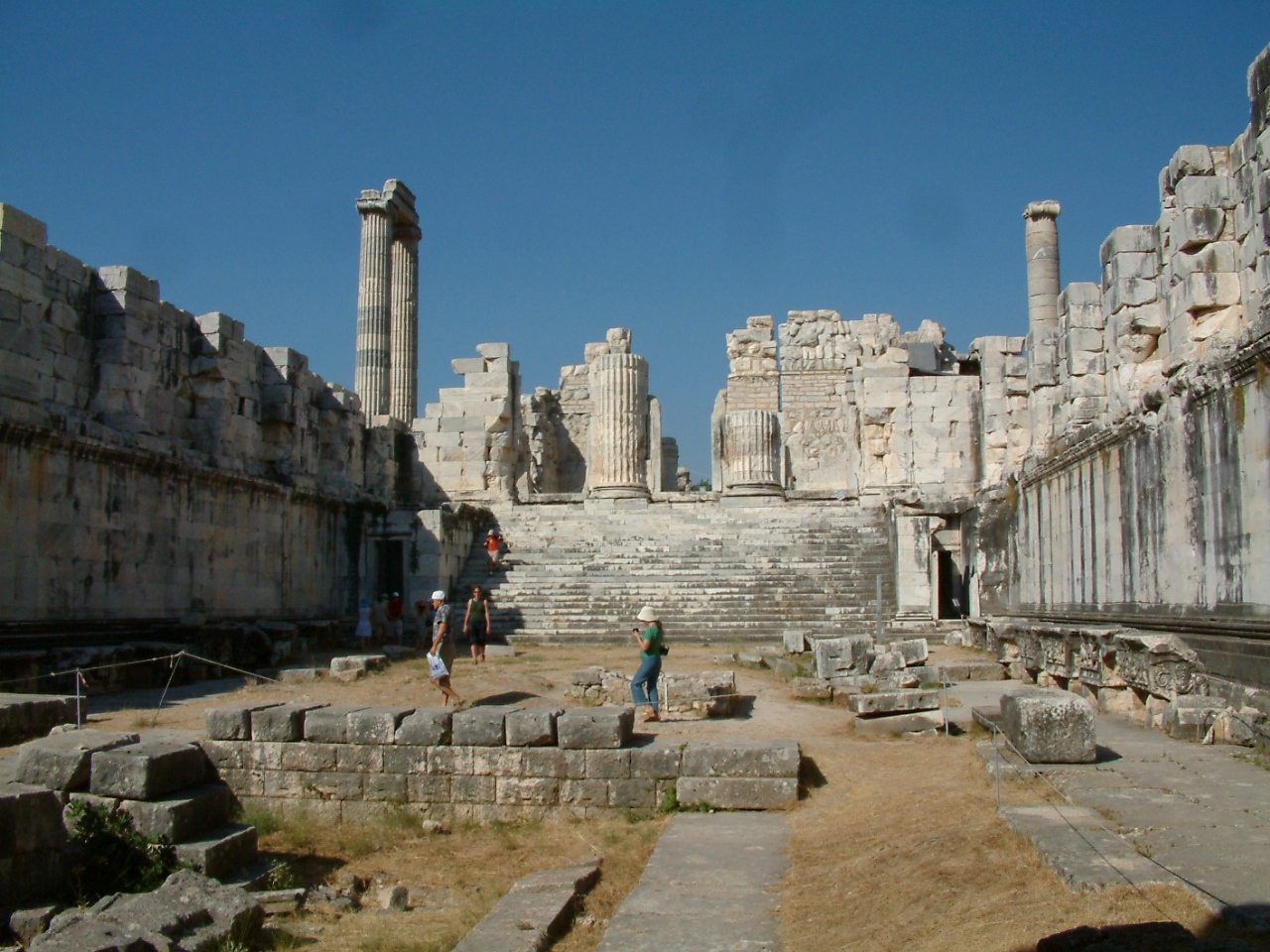
Wnętrze świątyni

Świątynia Apollina (tur. Apollon Tapınağı) – ruiny starożytnej świątyni w miejscowości Didim, dawniejszej Didymie. Już w X wieku p.n.e. znano znajdujące się tu źródło. Uznawano je za święte najprawdopodobniej jeszcze przed przybyciem Jonów na te ziemie. Miejsce stało się równie ważne jak wyrocznia delficka. Kapłani sprowadzeni z Delf ukończyli budowę pierwszej  świątyni w VI w. p.n.e. Została ona zburzona podczas wojny z Persami w 494 r. p.n.e. W IV wieku p.n.e. rozpoczęto jej odbudowę, w której uczestniczył także Aleksander Macedoński. Prac nigdy jednak nie ukończono. Podczas panowania na tym terenie Cesarstwa rzymskiego (I–IV w.) ponownie podjęto prace częściowo przebudowując świątynię. W świątyni, przy świętym źródle, przez cały ten czas pełnili swoją służbę kapłani Apollina. Dopiero za panowania cesarza Teodozjusza II zamieniona została na kościół i służyła chrześcijanom do 1453 roku, kiedy runęła w wyniku trzęsienia ziemi.

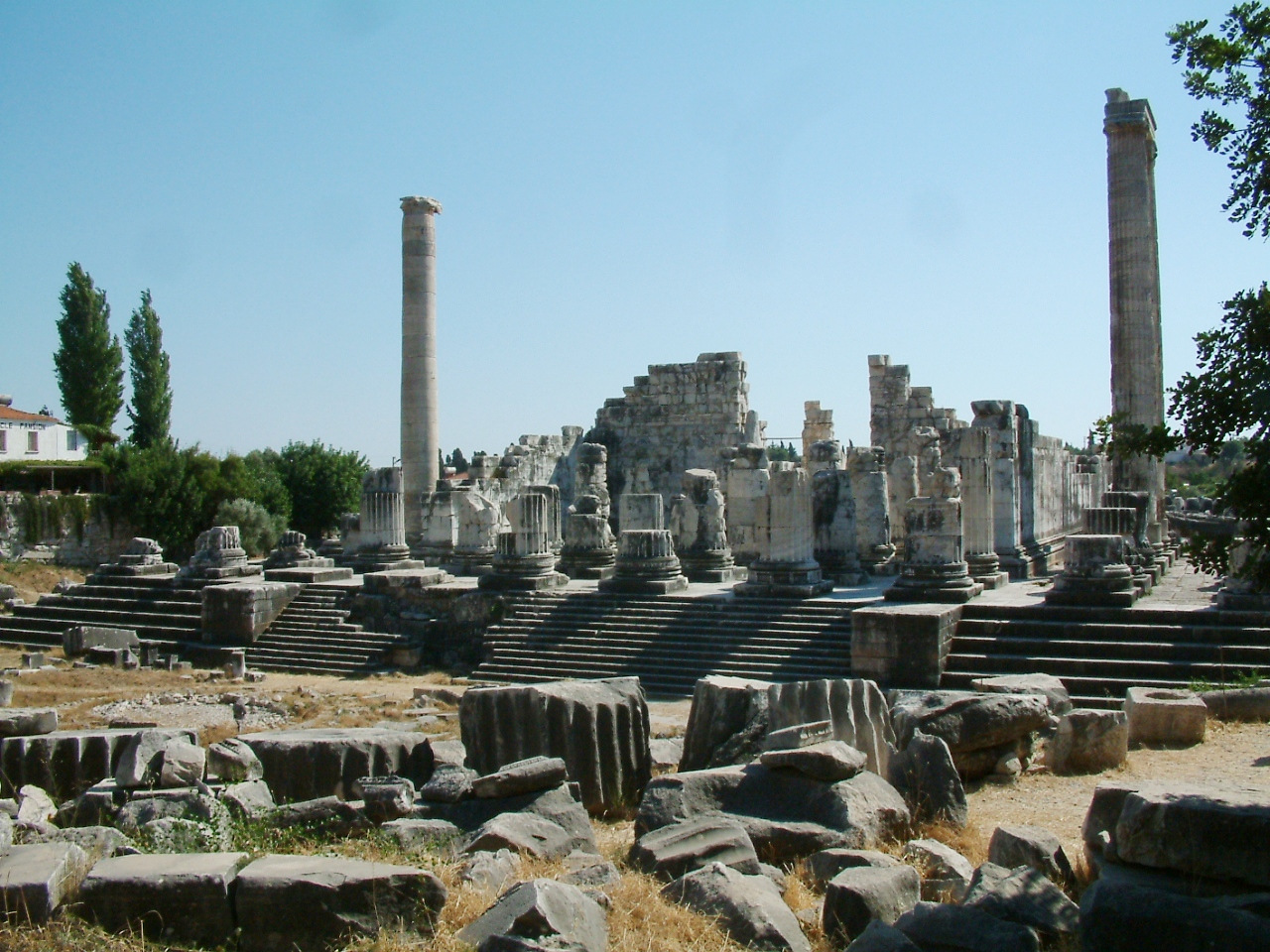
Ruiny świątyni

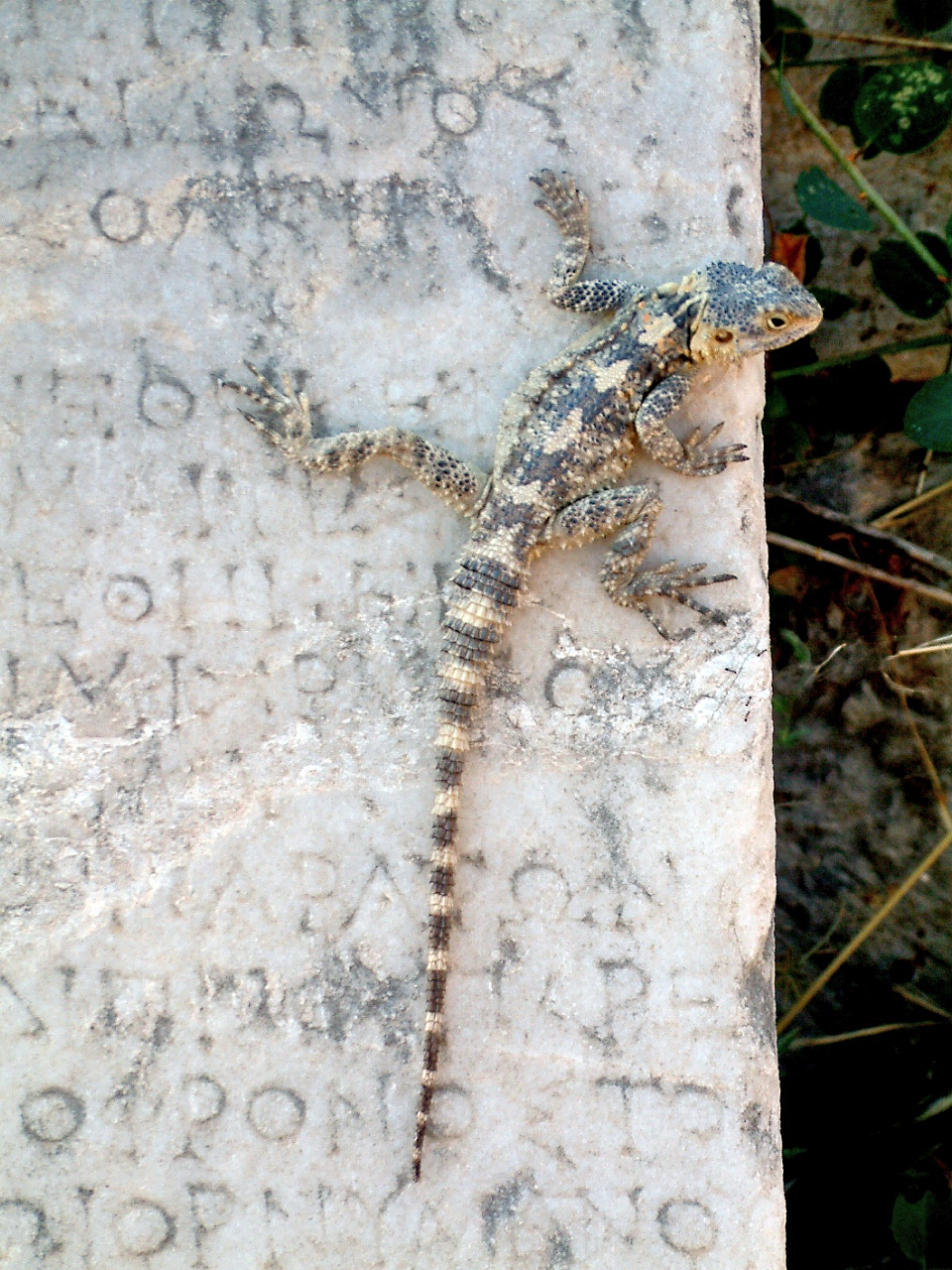
Hardun (Stellagama stellio) – jaszczurka zamieszkująca ruiny świątyni

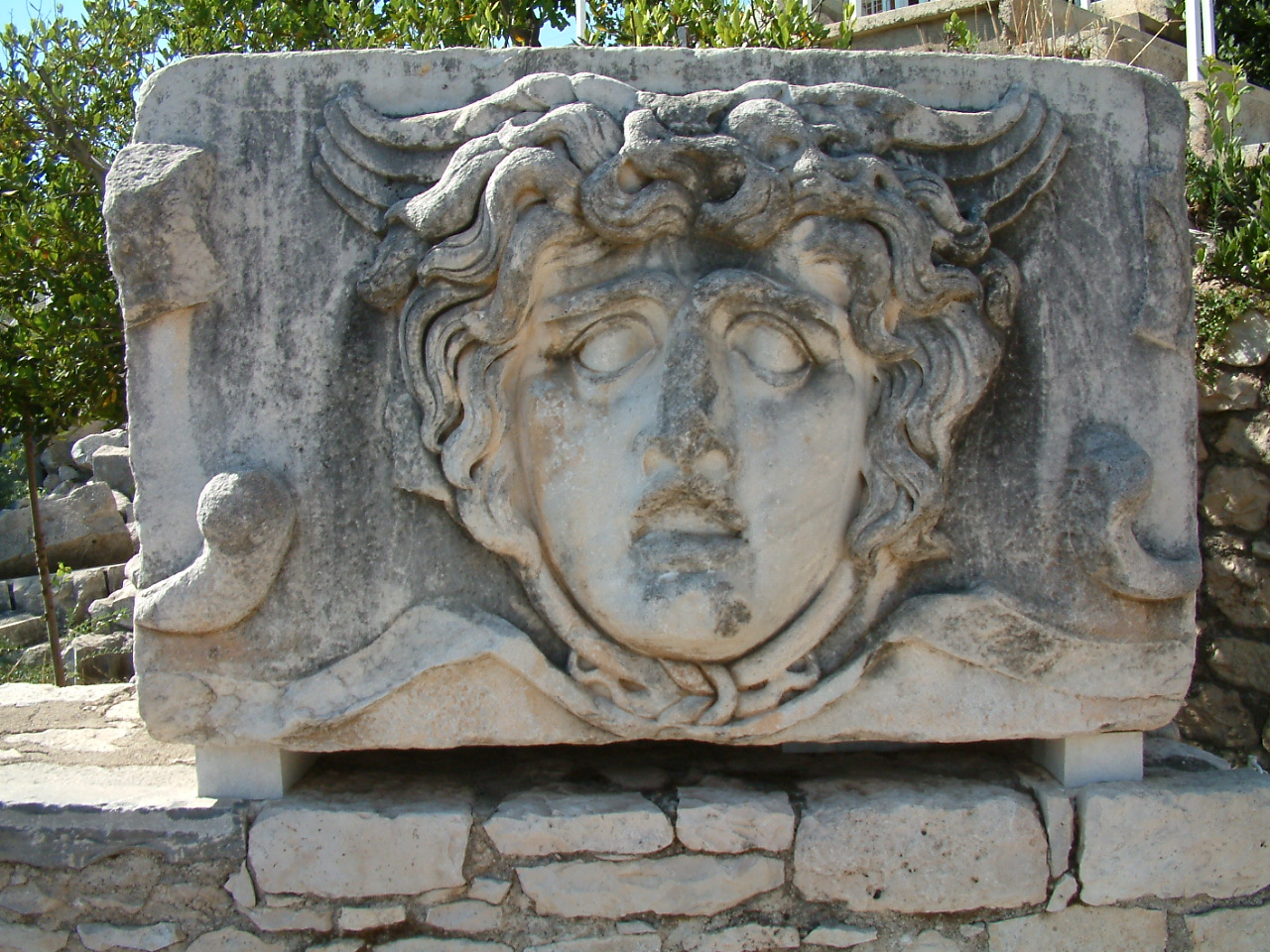
Jedna z głów Meduz

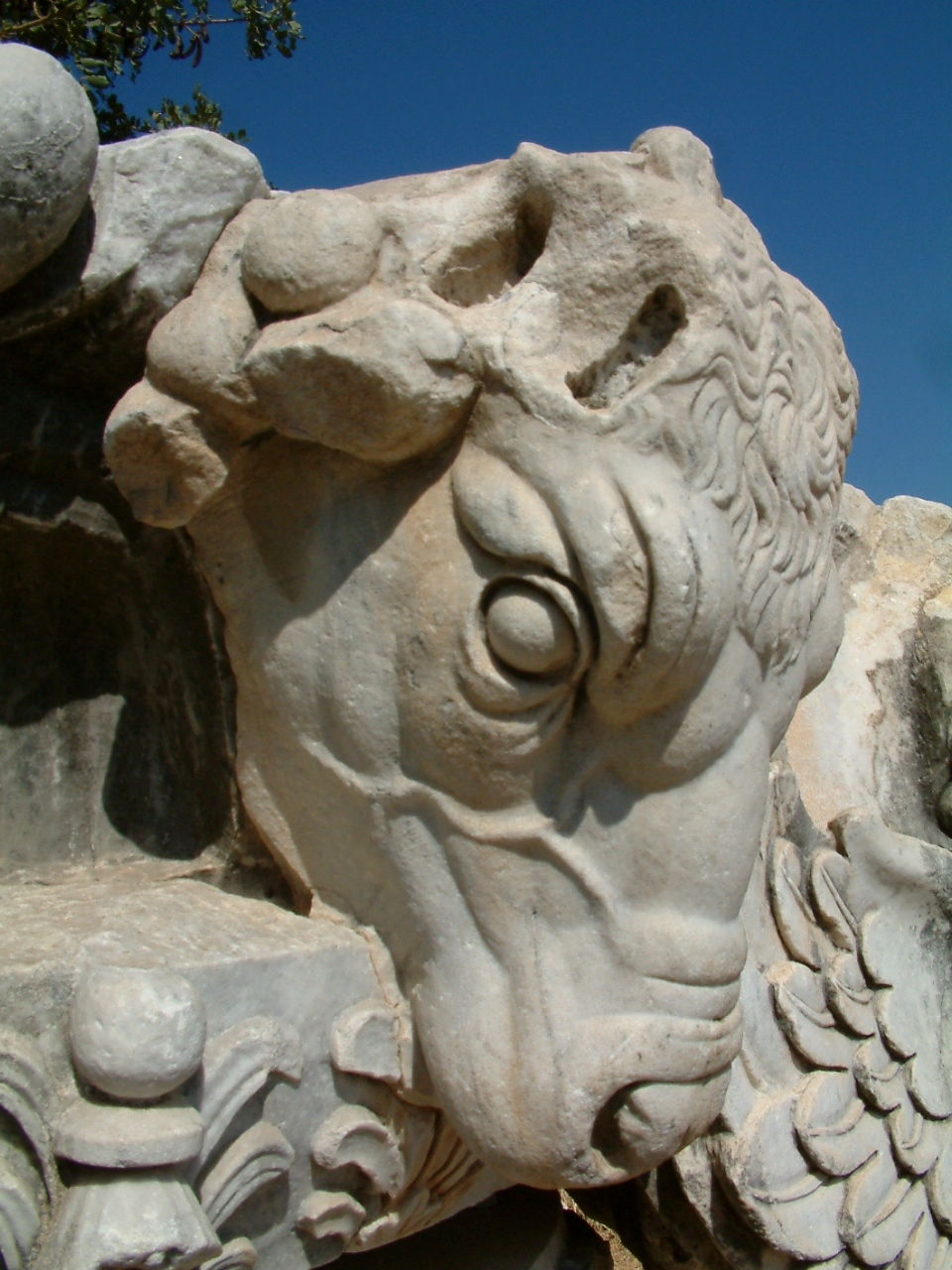
Łeb byka

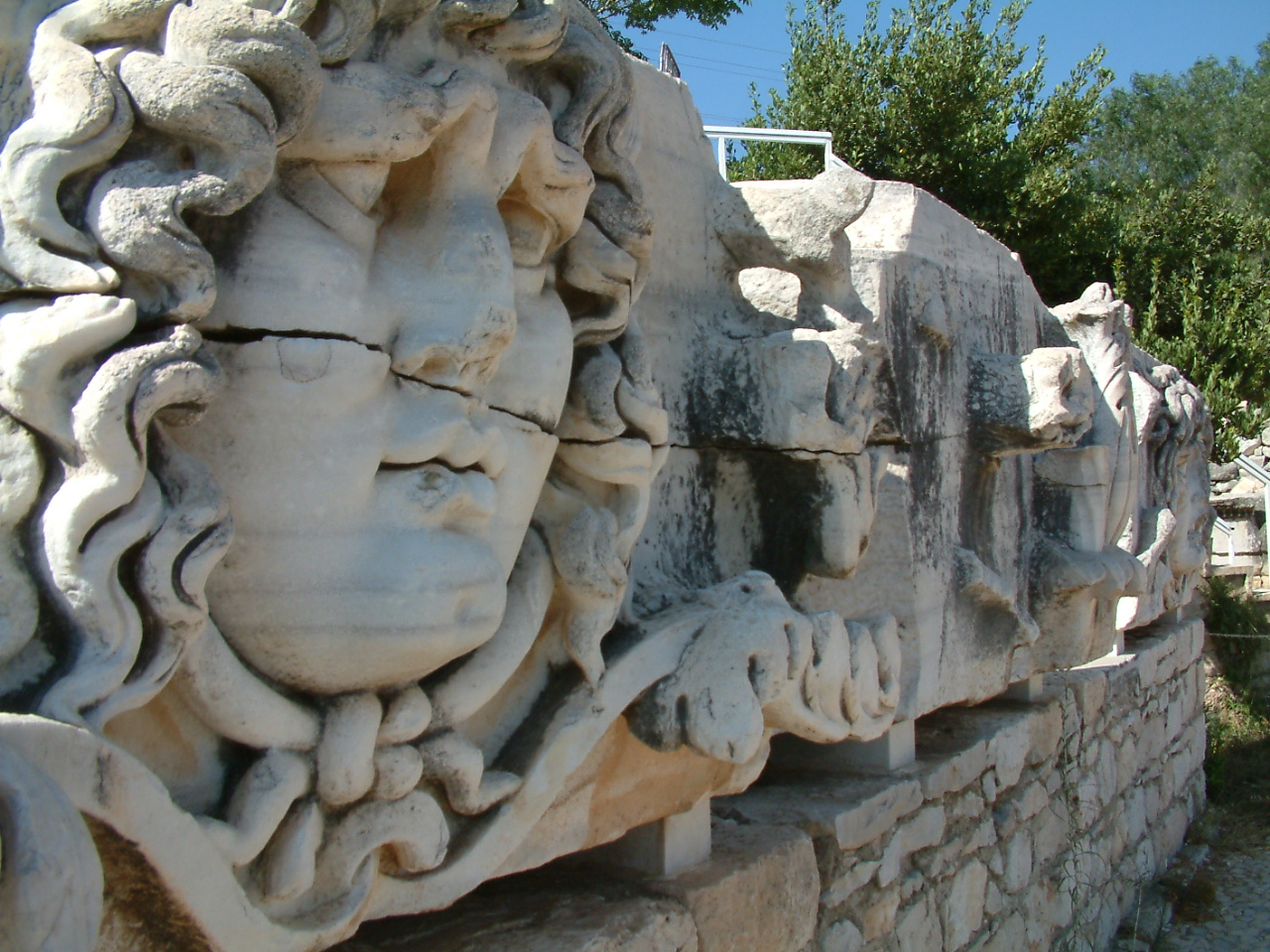
Fryz z głowami Meduz

Sanktuarium Apollina w Didim to jedna z największych świątyń świata hellenistycznego. Była to budowla hypedralna o wymiarach: długość – 110,0 m, szerokość – 51,0 m i wysokość – 24,0 m. Zbudowana jako dipteros na wysokiej podbudowie (krepidomie), na którą z zewnątrz prowadzi siedem stopni z każdej ze stron. W elewacji frontowej umieszczono 10 kolumn. Dwa ich rzędy poprzedzają przedsionek (pronaos) umieszczony pomiędzy przedłużonymi ścianami. W jego wnętrzu stanęło 12 kolumn w trzech rzędach.  Podwójna perystaza otacza wysokie ścian zewnętrzne. W sumie wokół świątyni rozmieszczono 120 jońskich kolumn oraz dwie korynckie w przedsionku pomiędzy pronaosem a adytonem. Po jego bokach umieszczono dwa tunele z pochylniami prowadzące w kierunku dostępnego tylko dla kapłanów wnętrza (adytonu). Wysokie, zewnętrzne mury otaczające adyton zbudowano z marmurowych bloków i wzmocniono od wewnątrz pilastrami. Wewnątrz tej niezadaszonej budowli znajdowało się niewielkie sanktuarium zbudowane jako prostylos. W nim biło święte źródło, powyżej którego umieszczono posąg Apollo.
Wśród zachowanych ruin zachwyca bogactwo i różnorodność zdobień pokrywających bazy kolumn i głowic pilastrów. Zachowały się także fragmenty gzymsów oraz fryzu ozdobionego głowami Meduz. Większość rzeźb została wywieziona do Muzeum Brytyjskiego w Londynie.